# GSQL
GSQL — это язык программирования, разработанный для графовой базы данных компании TigerGraph. GSQL — это полный по Тьюрингу язык программирования, который включает в себя управление потоком процедур и итерацию, а также средство для сбора и изменения вычисляемых значений, связанных с выполнением программы для всего графа или для элементов графа, называемых аккумуляторами. Эти функции разработаны для того, чтобы итеративные вычисления графа можно было объединить с исследованием и извлечением данных. Графы GSQL должны быть описаны схемой вершин и рёбер, которая ограничивает все вставки и обновления. Таким образом, эта схема обладает свойством закрытого мира GSQL-схемы, и этот аспект GSQL (также отраженный в проектных предложениях, вытекающих из проекта Morpheus) предлагается в качестве важной дополнительной функции GSQL.
Вершины и рёбра — это именованные объекты схемы, которые содержат данные, но также определяют вменённый тип, подобно тому, как таблицы SQL являются контейнерами данных с соответствующим неявным типом строки. Графы GSQL составляются из этих наборов вершин и рёбер, а несколько именованных графов могут включать один и тот же набор вершин или рёбер. GSQL разработал новые функции с момента своего выпуска в сентябре 2017 года, в частности, введение сопоставления шаблонов рёбер переменной длины с использованием синтаксиса, похожим на тот, который можно увидеть в Cypher, PGQL и SQL/PGQ, но также близкого по стилю к шаблонам фиксированной длины, предлагаемым Microsoft SQL/Server Graph.
GSQL также поддерживает концепцию мультиграфов, которые позволяют подмножествам графа иметь управление доступом на основе ролей. Мультиграфы важны для графов корпоративного масштаба, которым требуется детальное управление доступом для разных пользователей.